# Twenty20

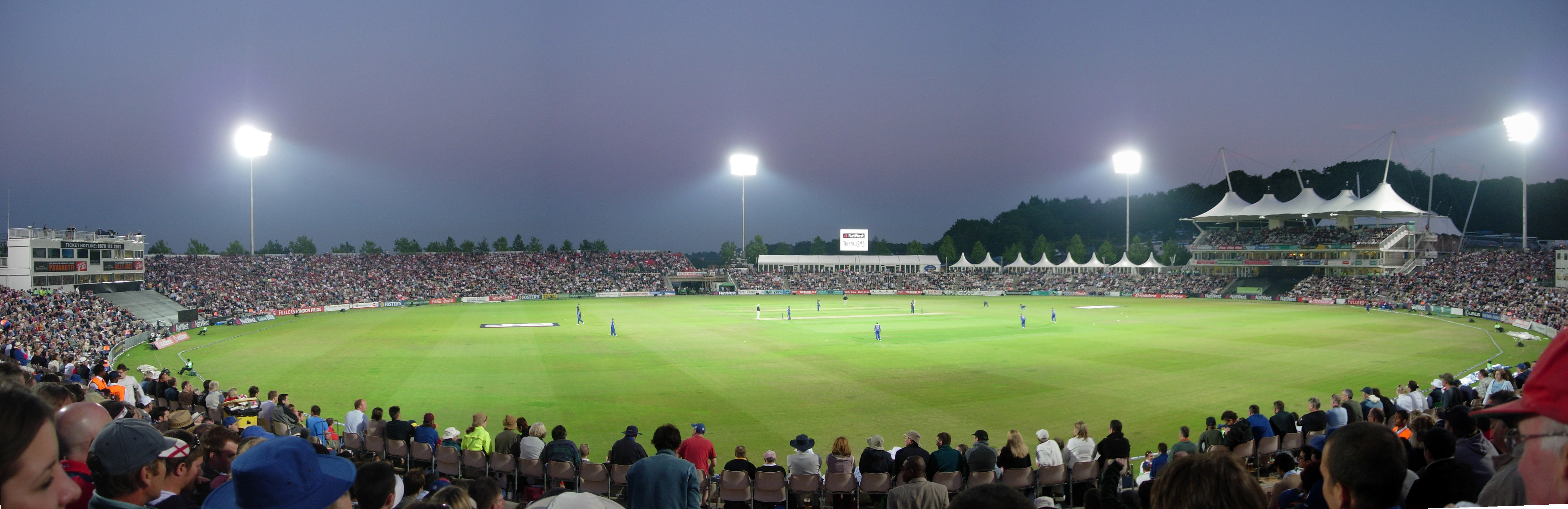
Das Twenty20-Spiel zwischen England und Sri Lanka am 15. Juni 2006 im Rose Bowl nahe Southampton

Twenty20 ist eine Spielform im Cricket. Sie wurde vom England and Wales Cricket Board (ECB) im Jahr 2003 in England für professionelle County-Spiele eingeführt (siehe Twenty20 Cup). Beide Mannschaften spielen dabei je ein Innings über ein Maximum von 20 Over. Internationale Begegnungen zwischen Nationalmannschaften werden als Twenty20 International und im Frauen-Cricket Women’s Twenty20 International (WTwenty20) bezeichnet.
Ein Twenty20-Spiel dauert ungefähr drei Stunden, d. h. die Innings beider Mannschaften jeweils ca. 75 – 80 Minuten. Damit möchte man sich der Spiellänge anderer populärer Mannschaftssportarten wie Fußball annähern. Es wurde eingeführt, um eine rasantere Form des Spiels für die Zuschauer im Stadion und im Fernsehen anzubieten.
Twenty20 war nicht als Ersatz, sondern als Ergänzung zum First-Class und One-Day Cricket gedacht. Man sah bei der ersten ICC World Twenty20 in Südafrika, dass die Stadien ausverkauft waren. Doch hat sich diese Spielform so schnell in der Cricketwelt verbreitet, wie sich nicht zuletzt an dem kommerziellen Erfolg der Indian Premier League gezeigt hat. Dies führt zur Konkurrenz der traditionell wichtigen Touren der Nationalmannschaften mit kommerziellen Franchise-Ligen weltweit.

## Entwicklung
Am Ende der 1990er Jahre stand Cricket und dessen Umfeld vor großen Problemen und fürchtete deren Bedeutungsverlust. Die Zuschauerzahlen waren rückläufig. So waren beispielsweise zwischen 1995 und 1999 die Zuschauer im englischen County Cricket um 17 % zurückgegangen. Mehrere Versuche Ein-Tages-Cricket zu reformieren waren gescheitert, doch war fast ausschließlich das internationale Spiel noch in der Lage Gewinne beizusteuern. In Neuseeland hatte der ehemalige Kapitän Martin Crowe im Jahr 1996 ein Format mit dem Namen „Cricket Max“ entwickelt, was neben weitreichenden Änderungen im Spielablauf auch die Spielzeit reduzierte, doch konnte sich dieses nicht durchsetzen. Zu der Zeit kam Stuart Robertson zum ECB, um mit Methoden der Konsumentenforschung einen Ausweg zu finden. Dabei fand er über Fokusgruppen und Umfragen heraus, dass viele den Sport als unzugänglich betrachteten, viele auch als zu langweilig und elitär. Im Jahr 2001 erarbeitete er dann ein Verkürztes Format über 20 Over. Bis dahin war 20-Over-Cricket eher als Freizeitbeschäftigung und im League-Cricket, der untersten Form des organisierten Crickets, beheimatet. In einem Treffen mit Medienvertretern erarbeitete er den Namen. Alternative Vorschläge waren „Cricket Lite“, aber auch der letztendlich gewählte Begriff „Twenty20“, der sich auf die beiden Innings mit je 20 Overn bezieht. In der entscheidenden Abstimmung stimmten dann die Vorsitzenden der Counties mit 11–7 für die Ersetzung des Benson & Hedges Cups mit dem neu einzuführenden Twenty20 Cup.
Dieser Begann mit der Saison 2003 und stellte schnell einen großen Erfolg bei Zuschauern in den Stadien und im Fernsehen dar. Davon inspirtiert folgte eine Liga in Pakistan und das erste Twenty20 International wurde zwischen Australien und Neuseeland im Februar 2005 ausgetragen. Im Jahr 2007 formte sich eine Rebel-League in Indien, die Indian Cricket League und in Südafrika wurde mit dem ICC World Twenty20 2007 die erste Weltmeisterschaft ausgetragen. Daraufhin formte sich in Indien eine offizielle Liga, die Indian Premier League (IPL), die heute eine der kommerziell erfolgreichsten Sportligen weltweit ist. In der Karibik organisierte Allen Stanford im Oktober 2008 ein Spiel zwischen England und einem karibischen Team, der Stanford Super Series, in dem er dem Sieger 20 Millionen US-Dollar anbot. Es folgte ab 2009 die Einführung der Champions League Twenty20, einem internationalen Vergleich für die besten nationalen Mannschaften. In der Folge des Erfolges der IPL formten sich immer weitere Franchise-Ligen, die den Spielern immer bessere Verträge bieten konnten. Bei den Commonwealth Games 2022 war Cricket in diesem Format dann wieder im Programm. Auch für die Olympischen Sommerspiele 2028 wurde das Format ins Programm aufgenommen. Ab 2022 sorgten die Franchise-Ligen dafür, dass es immer mehr Terminierungsschwierigkeiten des internationalen Spielbetriebes gab und Spieler vorzeitig ihre internationale Karriere beendeten, um in den nationalen Ligen mehr Geld zu verdienen.

## Twenty20 Ligen weltweit

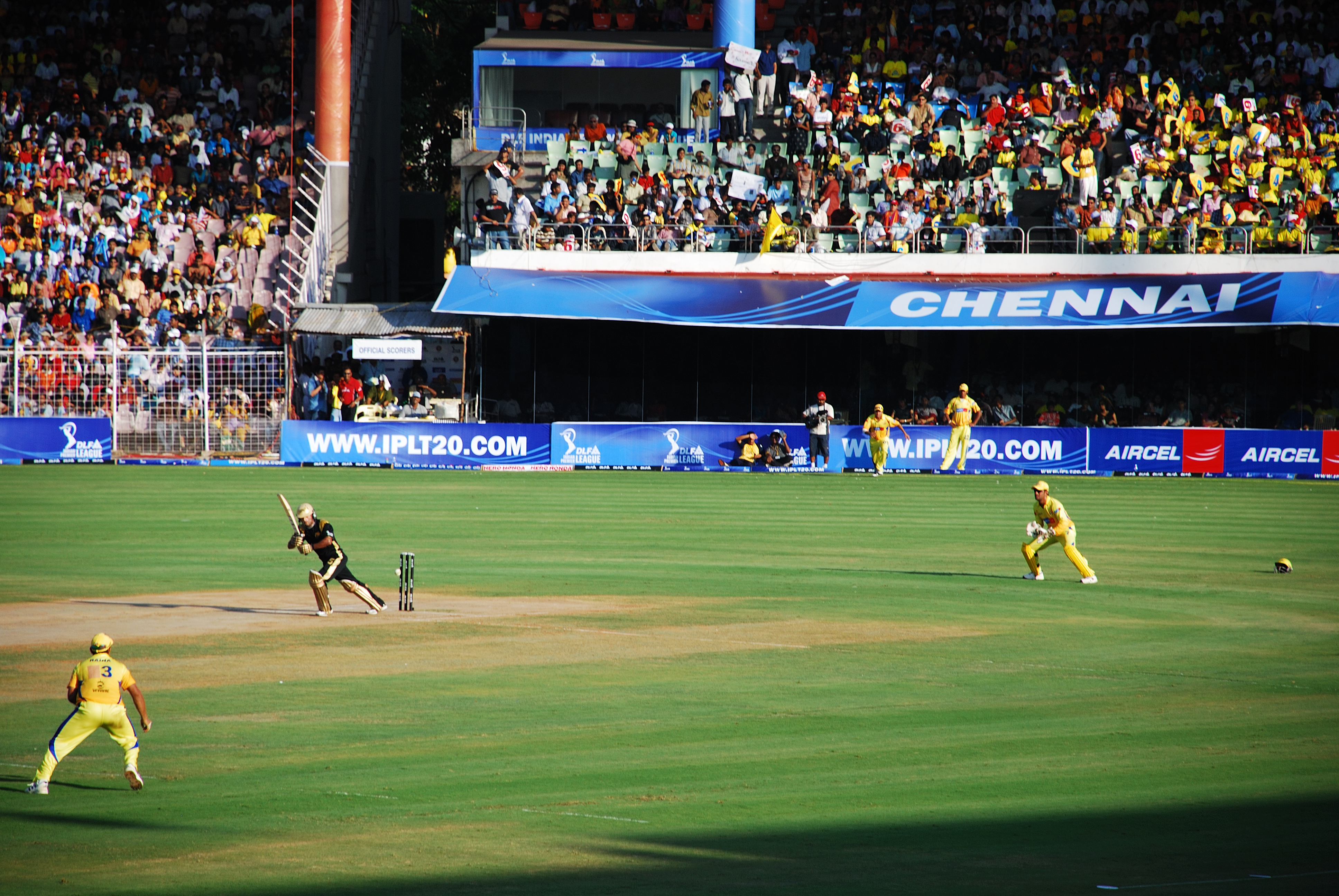
Partie der Indian Premier League im M. A. Chidambaram Stadium zwischen Chennai Super Kings und Kolkata Knight Riders (2012)

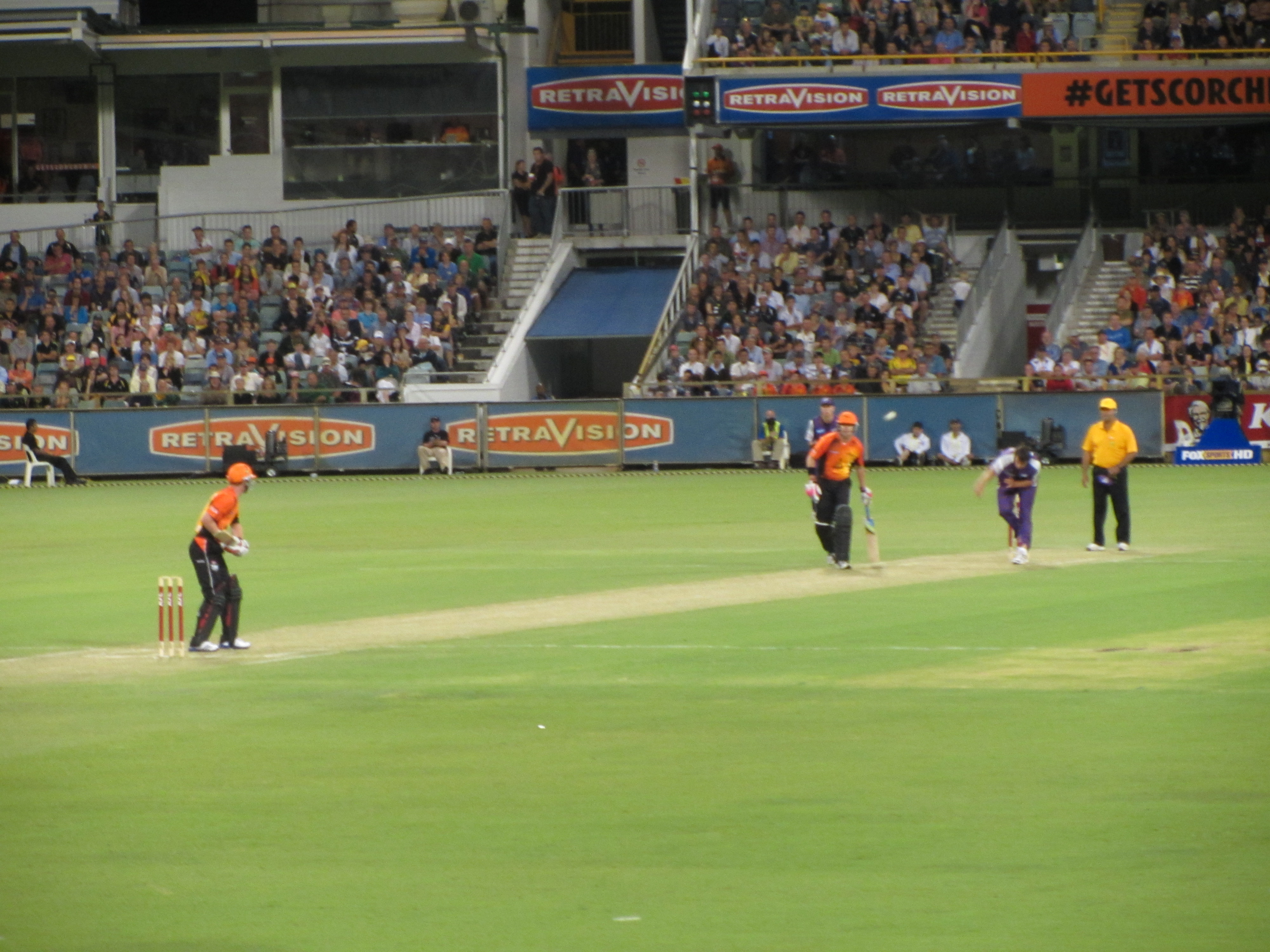
Perth Scorchers gegen Hobart Hurricanes während der BBL 01 (2011)

Die folgenden Twenty20-Ligen sind die aktuell Ausgetragenen in den führenden Cricketländern des International Cricket Council.
| Land                | Liga                                                                      | Anzahl Mannschaften |
| ------------------- | ------------------------------------------------------------------------- | ------------------- |
| Afghanistan         | Afghanistan Premier League, Shpageeza Cricket League                      | 5, 6                |
| Australien          | Big Bash League                                                           | 8                   |
| Bangladesch         | Bangladesh Premier League                                                 | 8                   |
| England             | Twenty20 Cup                                                              | 18                  |
| Hongkong            | Hong Kong T20 Blitz                                                       | 5                   |
| Indien              | Indian Premier League, Saurashtra Premier League, Syed Mushtaq Ali Trophy | 10, 5, 38           |
| Irland              | Inter-Provincial Trophy                                                   | 4                   |
| Kanada              | Global T20 Canada                                                         | 6                   |
| Nepal               | Everest Premier League, Dhangadhi Premier League, Pokhara Premier League  | 6, 6, 6             |
| Neuseeland          | Super Smash                                                               | 6                   |
| Niederlande         | Dutch Twenty20 Cup                                                        | 16                  |
| Pakistan            | Pakistan Super League, National Twenty20 Cup                              | 6, 6                |
| Schottland          | Murgitroyd Twenty20, Regional Pro Series                                  | 4, 3                |
| Simbabwe            | Stanbic Bank 20 Series                                                    | 4                   |
| Sri Lanka           | Lankan Premier League, Premier Twenty20                                   | 6, 24               |
| Südafrika           | Mzansi Super League, CSA T20 Challenge, CSA Provincial T20 Cup            | 6, 6, 15            |
| Vereinigte Staaten  | Major League Cricket                                                      | 6                   |
| Westindische Inseln | Caribbean Premier League                                                  | 6                   |

Der Erfolg dieser Ligen hat in den vergangenen Jahren die Position der traditionell wichtigen Touren der Nationalmannschaften in Frage gestellt. Spieler wurden vor die Frage gestellt finanziell lukrative Verträge mit Franchises einzugehen oder ihren internationalen Verpflichtungen nachzukommen. Der Weltverband reagierte darauf, indem er die Spieler für Mannschaften außerhalb des austragenden Verbandes limitierte. Zahlreiche der Teams in den verschiedenen Linien sind in der Hand von nur wenigen Besitzern die hauptsächlich aus der Indian Premier League stammen. Dies führt zu der Möglichkeit, dass Cricketspieler in der Zukunft einen ganzjährigen Aufenthalt in Twenty20-Ligen absolvieren können, ohne auf die internationalen Begegnungen angewiesen zu sein.

## Regeln
Da die Grundregeln von Twenty20 formal dieselben sind wie beim ca. 40 Jahre älteren One-Day Cricket
(nur durch die extreme Verkürzung auf je 20 Over entsteht der besondere Charakter dieser Spielform),
orientieren sich auch die Regeln (die man im Cricket immer von den eigentlichen Laws of Cricket trennen muss)
sehr stark an dieser älteren Spielart des Limited-Overs Cricket:
- Jeder Bowler darf höchstens ein Fünftel der Over absolvieren, also lediglich 4 Over.
- Bei Übertreten der sogenannten popping crease (Wurflinie) durch den Bowler, was ohnehin immer als No Ball mit automatischem Run für die Schlagmannschaft geahndet wird, wird der nächste Wurf zum free-hit: Der Batsman kann den Ball, weil er für diesen Wurf gegen direktes Ausscheiden immun wird, ohne jede Gefahr schlagen. Aus dem Spiel kann er in diesem Fall nur durch ein Run Out oder eine der sowieso sehr seltenen Arten wie beispielsweise hitting the ball twice geworfen werden. Sollte der free-hit-Ball selbst ein Wide oder irgendeine Art von No Ball sein, so wird der darauffolgende Wurf automatisch zum free-hit.
- Die Schiedsrichter sind angehalten, bei Spielverzögerungen einer Mannschaft (batting- oder fielding side) der anderen Mannschaft fünf Strafruns zuzuerkennen. Dies können sie nach den Laws of Cricket eigentlich sowieso, doch international wird diese Regel praktisch nicht angewendet.
- Folgende Einschränkungen für Feldspieler gelten:
  - Nie dürfen mehr als fünf Feldspieler auf der Leg-Side stehen.
  - Während der ersten sechs Over, dem sog. Power Play, dürfen sich nur zwei Feldspieler außerhalb des 30-Yard-Kreises aufhalten.
  - Nach diesen sechs Over nur fünf Spieler.
- Wenn die Feldmannschaft ihr letztes Over nicht innerhalb von 75 Minuten des Innings beginnt, erhält die Schlagmannschaft sechs Runs für jedes volle Over, das nach diesem Zeitpunkt absolviert wird. Doch haben die Schiedsrichter dabei auch Spielverzögerungen durch die Schlagmannschaft zu berücksichtigen, für die die Feldmannschaft nicht bestraft werden kann.
- Sind die Mannschaften am Ende des Spiels punktgleich, womit das Spiel unentschieden endet (tie), so wird ein Tie-Break durchgeführt:
  - Bis 2008 wurde dies immer wie beim normalen Ein-Tages-Cricket gehandhabt, wo es nur im Falle von K.O.-Spielen angewendet wird. Bei dieser Variante bowlen jeweils fünf Bowler jeder Seite einmal auf das gegenüberliegende Wicket, allerdings ohne dass dort ein Batsman steht. Diejenige Mannschaft, die häufiger das Wicket trifft, gewinnt. Besteht nach je fünf Werfern immer noch Gleichstand, geht es, wie beim Elfmeterschießen im Fußball, in Einer-Schritten weiter. Diese Variante nennt man bowl-out.
  - Für die zweite Twenty20-Weltmeisterschaft 2009 in England hat der ICC ein neues System eingeführt, das erstmals bei einer Begegnung zwischen Neuseeland und den West Indies am 26. Dezember 2008 in Auckland zur Anwendung kam: In einer Art Verlängerung zu je einem Over pro Team werden je ein Bowler und drei Batter nominiert, die nach den normalen Cricketregeln diese Verlängerung durchführen, d. h. da man nur drei Batter zur Verfügung hat, ist dieses Innings nach sechs regulären Bällen, aber spätestens zwei Wickets abgeschlossen. Sollte danach immer noch Rungleichstand herrschen, gewinnt die Mannschaft mit mehr erreichten Sechsern, danach die mit mehr Vierern aus jeweils (in diesem Fall) beiden Innings des Spiels. Diese Form des Spielentscheids wird als Super Over oder One-Over Eliminator bezeichnet.

## Twenty20-Status
Zu Beginn der internationalen Austragungen erhielten zunächst nur Full Member des ICC die Erlaubnis, offizielle Twenty20-International-Begegnungen auszutragen. Ab 2007 wurde einzelnen Associate Members das Recht verliehen, dieses ebenfalls zu tun. Ab 2019 fällt diese Beschränkung und alle Associate Member des ICC sind berechtigt, Twenty20 Internationals auszutragen.